# GLASSY
"GLASSY"는 대한민국의 가수 조유리가 웨이크원을 통해 2021년 10월 7일 발매한 첫 번째 싱글이다. 총 3개의 곡으로 구성되어 있으며 타이틀 곡은 동명의 'GLASSY'이다.

## 배경
2021년 4월 29일, 아이즈원의 해체가 결정됨에 따라 메인 보컬이었던 조유리의 음악적 활동이 주목되었다. 하지만 2021년 6월의 《월간 집》의 사운드트랙 수록곡인 'STORY OF US'를 가창한 후에는 그 소식이 뜸했다. 이윽고 2개월 뒤인 2021년 8월, 활동이 본궤도에 올랐음을 알렸고, 한달 뒤인 9월 26일, 듀엣곡이자 디지털 싱글인 "가을 상자"를 발매한다.
"가을 상자"가 발매되기 전인 2021년 9월 17일, 《스타뉴스》 등 각종 매체들은 웨이크원 엔터테인먼트가 조유리의 공식 소셜 미디어 계정을 이용하여 공개한 사진에 주목한다. 당시 이미 조유리와 이석훈의 듀엣 곡이자 디지털 싱글인 "가을 상자"가 발매될 예정이라는 사실이 공개되었기 때문에, 그와 관련한 사진인 것으로 아는 경향이 있었다. 이윽고 2021년 9월 23일, 디지털 싱글 "가을 상자"가 발매된 직후에 웨이크원 엔터테인먼트 등은 조유리가 곧 첫 번째 싱글 음반을 발매하며 본격적인 솔로 가수 행보에 오를 것이라고 밝힌다.
조유리는 "GLASSY" 발매를 통해 "어떤 콘셉트도 소화할 수 있는 투명한 '유리'가 되겠다."고 밝힌 것으로 알려져 있다. 아래는 조유리가 잡지 《퍼스트룩》과 음반 발매를 앞두며 인터뷰한 내용 중, 음반 발매를 통해 이루고 싶은 것을 묻는 것에 대한 답변 중 일부이다.
| “ | "조유리는 다양한 걸 잘할 수 있을 것 같다"는 소리를 듣고 싶어요. 이번 앨범이 다채로운 조유리의 세계를 보여주는 첫걸음이 되었으면 좋겠어요. | ” |
|   | — 조유리, 《퍼스트룩》 226호 인터뷰 |   |

또한 음반에 듀엣으로 참여한 가수 이석훈 음원 발표 기념 인터뷰에서 다음과 같이 언급했다.
| “ | 저야 너무나 영광이고, 기분 좋죠. 뭔가 다른 스타일과 다른 경험을 할 수 있다는 것은 가수로서 굉장히 좋은 추억인 것 같아요. | ” |
|   | — 이석훈, '가을 상자(with 이석훈) 인터뷰 필름, 웨이크원                                                                  |   |

## 녹음 및 제작
"GLASSY" 음반 프로듀싱에 참여하며 'GLASSY'와 'Express Moon'의 작곡에 참여한 박우상 PD는 2010년 데뷔 이후 마마무의 '구차해', 김세정의 '터널', 아이유의 '돌림노래 (feat. 딘)' 등 다양한 음반을 작곡·제작해왔다. 조유리가 소속되어 있었던 아이즈원을 포함하여, 조유리와의 작업은 처음이지만 박우상이 참여하면서 곡의 완성도가 높아졌다는 평가가 있다. 제작에 참여한 이후 조유리의 소속사이자 레이블인 웨이크원 엔터테인먼트로 이적했다는 점도 주목되고 있다.

## 발매 과정
2021년 9월 24일, 음반 명칭인 "GLASSY"와 함께 콘셉트 포스터가 조유리의 공식 소셜 미디어 계정에 게제되며 처음으로 알려지기 시작했다. 10월 1일, 트랙리스트를 공개하며, 기존에 공개되었던 타이틀 곡, 'GLASSY'와 'Express Moon'이 공개되었고, 일전 디지털 싱글로 선공개되었던 '가을 상자(with 이석훈)'까지 포함된다는 사실이 알려졌다. 이틀 후인 10월 3일, 하이라이트 메들리 형식으로 모든 수록곡의 일부가 공개되었다. 이후 10월 7일, 음원 디지털 서비스 제공 웹사이트에서 정식으로 음반이 공개되었으며, 10월 8일부터 콤팩트 디스크 실물 음반에 대한 공개가 이루어졌다.

## 무대 공연
"GLASSY"의 첫 무대 공연은 발매일인 2021년 10월 7일, 발매 기념 쇼케이스에서 펼쳐졌다. 음악 방송 무대는 역시 발매일인 10월 7일, Mnet의 《엠카운트다운》에서 첫 무대를 가졌다. 이어 10월 8일 KBS 《뮤직뱅크》, 10월 9일에는 MBC 《쇼! 음악중심》 등에서 타이틀 곡 'GLASSY' 등에 대하여 무대 공연을 펼쳤다.
조유리는 "GLASSY" 음반 발매 당시인 2021년 10월 7일, 온라인을 통해 쇼케이스를 개최하며 'GLASSY', 'Express Moon' 등을 공연한 바 있다. 같은 해 11월 13일에는 경기 킨텍스에서 개최된 2021 GEE ICT 스테이지에 참여하여 "GLASSY" 음반 발표 곡들을 공연했다.

## 평가
| 전문가 평가 | 전문가 평가 |
| 평가 점수   | 평가 점수   |
| 출처        | 점수        |
| ----------- | ----------- |
| 이즘        | [ 17 ]      |

《이즘》의 임선희는 타이틀 곡 'GLASSY' 등에서 조유리의 "탄탄하고 무게감 있는 보컬을 선보인다."면서, "특유의 허스키한 음색이 잘 들어올 수 있도록 사운드의 변화를 최소한으로 두고 보컬 자체의 강약 조절에 더 중점을 찍었다."고 서술하며 "조유리를 음악적으로 형상화하기 위한 노력이 보이는" 음반으로 평가했다. 끝으로 중독성 있는 후렴구를 배치하는 등, 드라미틱하지 않은 곡 전개를 지루하지 않게 했고, 이러한 영리한 움직임으로 안정감있고 깔끔한 첫 음반 활동이라고 평하며, 대체적으로 호평한 바 있다.
네이버 바이브의 음악 평론가 박희아와 이대화는 "(조유리는) 그동안 아이즈원을 통해 자신의 노래 실력에서 특정 부분만을 단적으로 과장해 보여주고 있었다."고 지적하며, "조유리는 이렇게 자신이 부드럽고 산뜻한 소리를 낼 수도 있다는 점을 팬이 아닌 대중에게 알리고 있다." 라는 취지로 싱글을 설명한 바 있다.

## 수상
"GLASSY"의 타이틀 곡 'GLASSY'는 동아일보 등이 대중을 대상으로 음원 선호도를 조사하는 '동아닷컴 아이돌픽'에서 2021년 10월의 베스트 음원으로 선정된 바 있다.

## 수록곡
| #            | 제목             | 작사         | 작곡                                | 편곡 | 재생 시간 |
| ------------ | ---------------- | ------------ | ----------------------------------- | ---- | --------- |
| 1.           | 〈GLASSY〉       | 황유빈       | 박우상 Bottle Paik 보란 Inner Child | 3:10 |           |
| 2.           | 〈Express Moon〉 | Honest       | KYUM LYK 박우상 Hyezoo              | 3:05 |           |
| 총 재생 시간 | 총 재생 시간     | 총 재생 시간 | 총 재생 시간                        | 6:15 |           |

| #            | 제목                        | 작사·작곡                   | 편곡 | 재생 시간 |
| ------------ | --------------------------- | --------------------------- | ---- | --------- |
| 3.           | 〈가을 상자 (with 이석훈)〉 | 이주형 추대관 김해론 권애진 | 3:58 |           |
| 총 재생 시간 | 총 재생 시간                | 총 재생 시간                | 3:58 |           |

## 차트

### 일간
| 차트 (2021)                      | 최고 순위 |
| -------------------------------- | --------- |
| 대한민국 (가온 소매점 앨범 차트) | 1         |

### 주간
| 차트 (2021)                      | 최고 순위 |
| -------------------------------- | --------- |
| 대한민국 (가온 앨범 차트)        | 5         |
| 대한민국 (가온 소매점 앨범 차트) | 2         |

| 차트 (2021)                   | 최고 순위 |
| ----------------------------- | --------- |
| 대한민국 (가온 다운로드 차트) | 17        |

| 차트 (2021)                   | 최고 순위 |
| ----------------------------- | --------- |
| 대한민국 (가온 다운로드 차트) | 57        |

### 월간
| 차트 (2021)                      | 최고 순위 |
| -------------------------------- | --------- |
| 대한민국 (가온 소매점 앨범 차트) | 6         |
| 대한민국 (가온 앨범 차트)        | 8         |

| 차트 (2021)                   | 최고 순위 |
| ----------------------------- | --------- |
| 대한민국 (가온 다운로드 차트) | 34        |

## 참여 인원

### GLASSY
- 영 - 기타
- 박우상, Bottle Paik, 밍키 - 키보드, 드럼, 신스
- 조유리, 보란 - 코러스
- 권남우 - 마스터링

### Express Moon
- 박우상 - 키보드, 베이스, 드럼
- 김진규 - 기타
- 조유리, Hyezoo - 코러스
- 권남우 - 마스터링

### 가을 상자 (With 이석훈)
- 추대관 - 키보드, 베이스
- 적재 - 기타
- 김해론, 권애진 - 코러스
- 권남우 - 마스터링